# Digital Benin
Digital Benin est un projet international de recherche et une base de données mise en ligne en novembre 2022. Il a pour objectif de recenser les objets de l'ancien royaume du Bénin pillés par les troupes britanniques, en 1897 et conservés par des institutions et des musées. Ce projet s'inscrit dans une démarche antiraciste et anticoloniale.

## Contexte
En 1897, les troupes britanniques pillent l'ancien royaume du Bénin, lors d'une expédition punitive. Les soldats sont rétribués en objets. De retour en Europe, ils les vendent. Ces pièces en ivoire, en laiton en bronze font partie des collections des musées à Vienne, Oxford, Berlin, Paris etc. Le British Museum détient 944 objets dont 700 bronzes à la cire perdue. Le royaume du Bénin correspond à l'actuel État d'Edo, au Nigeria.
En 2017, Felicity Bodenstein chercheuse à l'Université technique de Berlin décide de monter un projet de plateforme d’humanités numériques, qui prend le nom de Digital Benin.
En 2018, à la suite de la publication du Rapport sur la restitution du patrimoine culturel africain de Bénédicte Savoy et Felwine Sarr, les musées priorisent la recherche sur la provenance des œuvres.

## Digital Benin
En 2019, une équipe de douze personnes recense, collecte, répertorie les objets qui viennent de la cour royale du Bénin. Le projet Digital Benin devient une base de données.  Il est porté par le Museum am Rothenbaum (de) de Hambourg. La Fondation Siemens apporte son soutien par une aide financière d'1,2 million d’euros.
Les principaux scientifiques du projet sont : Kokunre A. Agbontaen-Eghafona (de) de l'Université du Bénin, Felicity Bodenstein de l'Université de la Sorbonne à Paris, Jonathan D.M. Fine, directeur du Weltmuseum Wien à Vienne, Anne Luther de Philadelphie, Barbara Plankensteiner, directrice du Museum am Rothenbaum (MARKK) à Hambourg. Les musées et institutions conservent leurs droits sur les données qu'ils partagent.
Le projet de recherche produit un corpus d’œuvres afin de montrer l'importance en nombre et représentation du trésor de l'ancien royaume du Bénin.
137 musées et institutions participent et apportent leur concours à ce projet. En novembre 2022, la base de données comprend 5 246 objets et les documents d'archives qui permettent de retracer les parcours des objets.
Les œuvres sont réparties dans 20 pays : 14 pays européens, et l'Australie, la Nouvelle-Zélande, les États-Unis, le Canada, Israël.
Digital Benin est le premier projet d'importance en terme de coopération internationale avec une approche décoloniale et non eurocentrée. Par exemple, les objets sont regroupés par leurs désignations dans la langue du royaume du Bénin. Des explications viennent compléter l'usage des artefacts et permet une réappropriation des savoirs perdus.
En vue de la restitution des œuvres, le musée MARKK expose l'ensemble des objets du Bénin qui font partie de ses collections. Il présente la provenance des objets et le rôle des échanges commerciaux de la région de Hambourg.
Digital Benin est la première étape pour la restitution des biens culturels à Edo. Les musées de Glasgow, le Smithsonian et le Metropolitan Museum of Art ont restitué des œuvres béninoises. En 2022, l'Allemagne a signé un accord  pour transférer plus de 1 100 bronzes au Nigeria.
L'inauguration du musée Edo d'art ouest-africain, conçu par l'architecte David Adjaye, est prévu en 2025 à Benin City. Il abritera la collection de bronzes béninois, des artefacts et des objets de l'ancien royaume.

## Distinctions
- Apollo Awards, 2023[12]

## Galerie

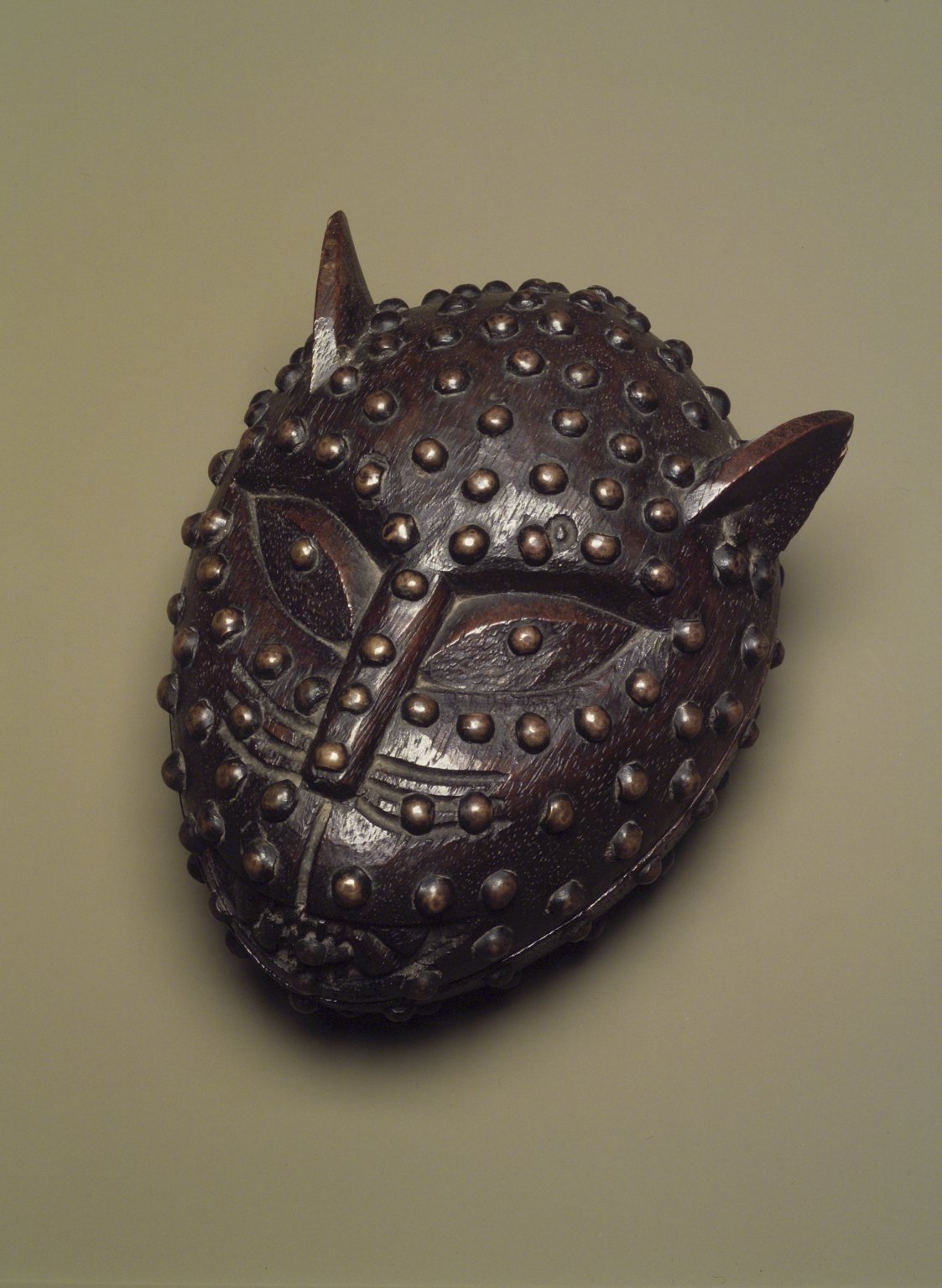
Boîte en forme de tête de léopard ; XIXe siècle ; Brooklyn Museum New York.
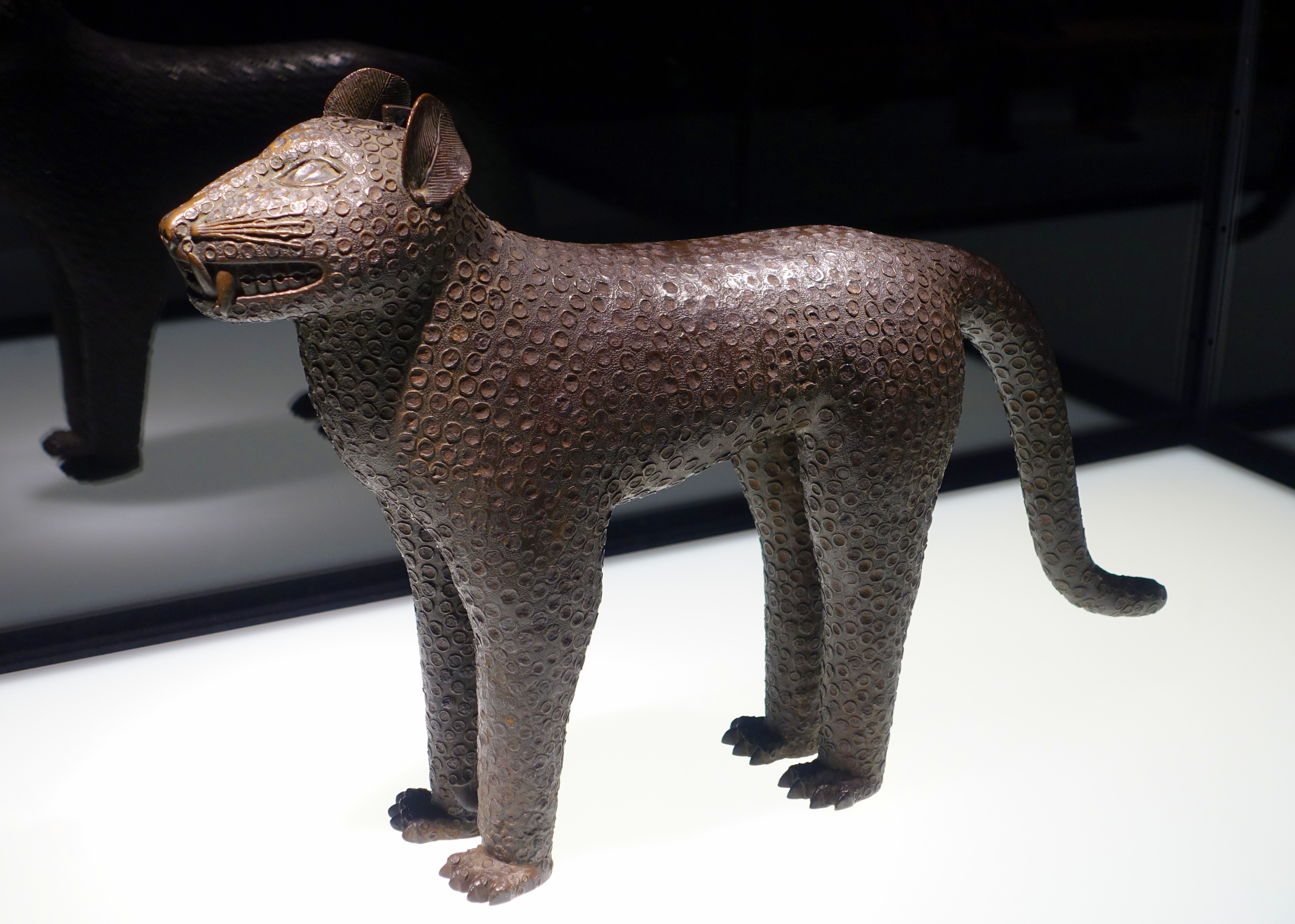
Aquamanile ; XVIIe siècle; laiton; Musée ethnologique de Berlin (Allemagne).
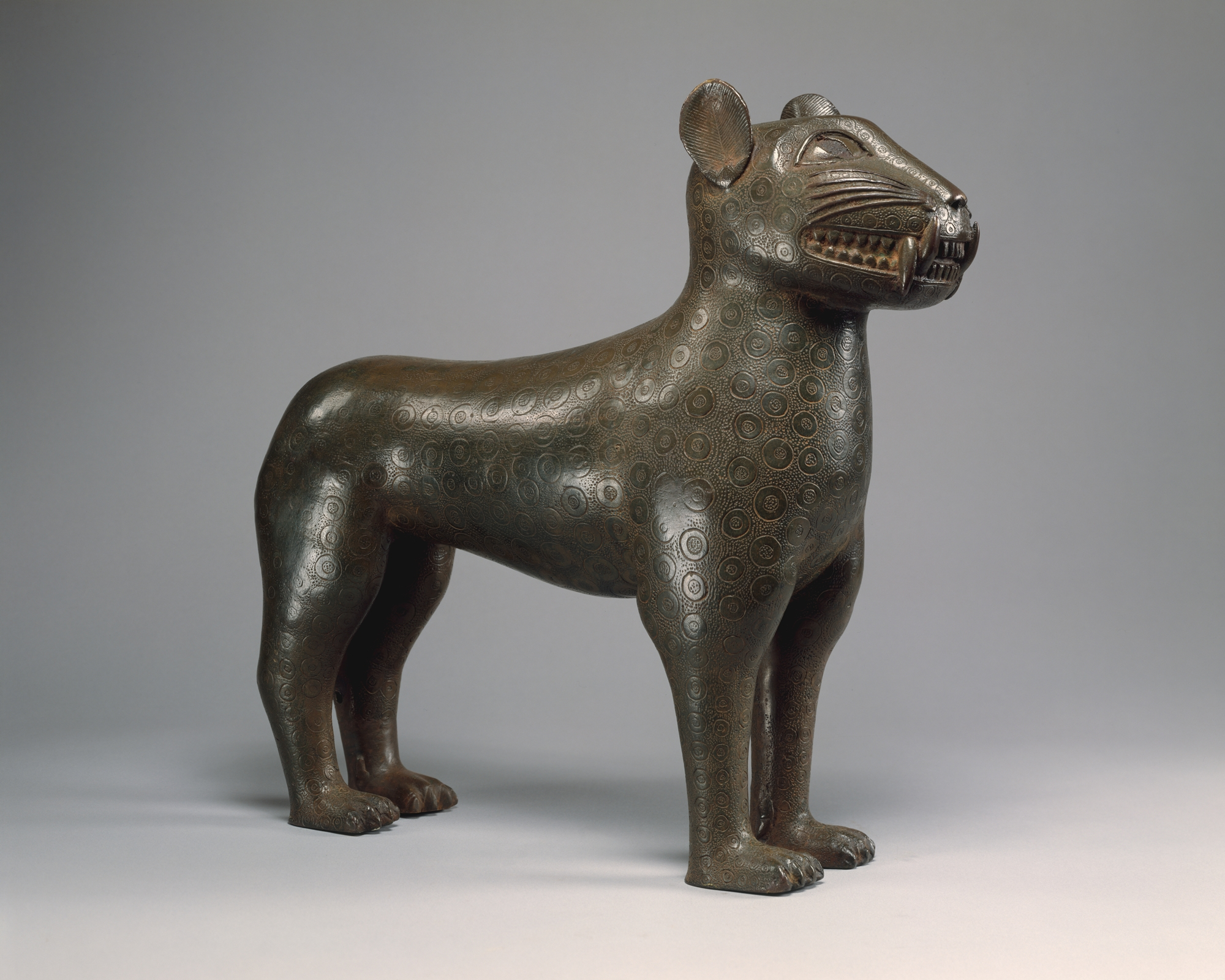
Léopard ; 1550-1680 ; bronze ; Metropolitan Museum of Art (New York).